# Цифровое фортепиано
Цифровое фортепиано — электронный музыкальный инструмент, имеющий клавиатуру фортепиано и воспроизводящий звучание акустических фортепиано. Может также сочетать в себе возможности синтезатора и MIDI-контроллера. Может иметь корпус, напоминающий пианино, электрическое пианино или небольшой рояль.

## Устройство
В нестираемой памяти (ROM-памяти) цифрового фортепиано хранятся предварительно записанные образцы звуков (семплы), полученные при нажатии каждой из клавиш акустического (обычного) фортепиано. В дорогих моделях цифровых фортепиано для каждой клавиши используется по несколько семплов, записанных при более резком и более плавном нажатии клавиши акустического инструмента. Семплы обычно имеют очень высокое качество, они записываются в студийных условиях с применением высококлассных микрофонов, а в качестве источников звука выступают лучшие акустические рояли мира. Например, компания Roland использует в своих цифровых фортепиано звуки рояля Steinway & Sons, компания Kawai использует рояли собственного производства, а компания Yamaha собственные одноимённые рояли и рояли Bösendorfer.
Для каждой клавиши в цифровом фортепиано установлен один или несколько датчиков (зачастую оптических), фиксирующих динамику скорости нажатия клавиши. Специальный микропроцессор цифрового фортепиано изменяет звуковой семпл данной клавиши в соответствии с динамикой её нажатия (делает звук семпла громче или тише) и учитывая нажатие педалей, после чего полученный звук воспроизводится через встроенные динамики цифрового пианино, через наушники или через подключённую внешнюю акустическую систему. Данный процесс повторяется для каждой нажатой клавиши. Если клавиша долго удерживается в нажатом положении, вторая половина семпла воспроизводится снова и снова с постепенным уменьшением громкости. Современные дорогие модели цифровых фортепиано могут также добавлять звуки резонанса, возникающего между струнами нажатых клавиш, а также звуки движения механических частей фортепиано (молоточков, педалей) для более убедительной имитации акустического инструмента. В некоторых моделях цифровых пианино к семплу могут применяться цифровые фильтры для получения звуковых эффектов (эффекта эхо, реверберации и т. д.) и изменения громкости отдельных частотных полос звука (эквалайзер). 
В последнее время появились модели цифровых фортепиано не использующие семплы, а полностью синтезирующие воспроизводимый звук на основе специальных математических алгоритмов. Алгоритмы генерации звука и изменения звуковых семплов микропроцессором являются одной из главных технологических тайн при разработке цифровых фортепиано.

## Преимущества и недостатки
К недостаткам цифровых фортепиано относят, во-первых, несовпадение манеры работы пальцев, необходимой для выразительного звукоизвлечения, между цифровым и акустическим (обычным) фортепиано. Во-вторых, ограниченный набор звуков (звуковых семплов), который можно извлечь нажатием каждой клавиши. В-третьих, недостаточно богатую окраску звука в сравнении с акустическими инструментами. Указанные недостатки в особенности относятся к недорогим и старым моделям цифровых фортепиано. В связи с этими недостатками многие музыкальные педагоги считают цифровые пианино неподходящими для обучения игре на фортепиано. Для исправления первого недостатка стали выпускаться т. н. «гибридные» модели цифровых фортепиано, имеющие настоящую клавиатуру с деревянными клавишами и молоточками, но молоточки в них ударяют не по струне, а по датчику.
К достоинствам цифровых фортепиано относят следующее:
- Возможность регулирования средней громкости звучания инструмента и использования наушников, что позволяет играть и упражняться, не мешая окружающим.
- В среднем более низкая стоимость, чем у акустических инструментов.
- Меньшие габариты и вес, что облегчает транспортировку и позволяет устанавливать инструменты в небольших помещениях.
- Цифровые фортепиано не требуют настройки, их звучание не меняется со временем, не меняется при использовании в неблагоприятном климате.
- Лёгкость качественной записи музыки, поскольку для записи цифрового фортепиано не требуется студия со звукоизолирующей обивкой и микрофоны.
- Возможность воспроизводить звук разных фортепиано, записанных с нескольких разных моделей роялей и пианино, и даже других инструментов (не у всех моделей).
- Возможность наложения звуковых спецэффектов (не у всех моделей).
- Возможность имитировать игру в составе ансамбля (не у всех моделей).
- Возможность аранжировки музыкальных произведений (не у всех моделей).